# Tilletia imbecillis
Tilletia imbecillis är en svampart som beskrevs av Vánky 2004. Tilletia imbecillis ingår i släktet Tilletia och familjen Tilletiaceae.   Inga underarter finns listade i Catalogue of Life.